# Chimarra calundoensis
Chimarra calundoensis är en nattsländeart som beskrevs av G. Marlier 1965. Chimarra calundoensis ingår i släktet Chimarra och familjen stengömmenattsländor. Inga underarter finns listade i Catalogue of Life.